# Puig d'en Jeroni
El Puig d'en Jeroni és una muntanya de 415 metres que es troba al municipi de Cruïlles, Monells i Sant Sadurní de l'Heura, a la comarca catalana del Baix Empordà.